# Karl IV. (Spanien)

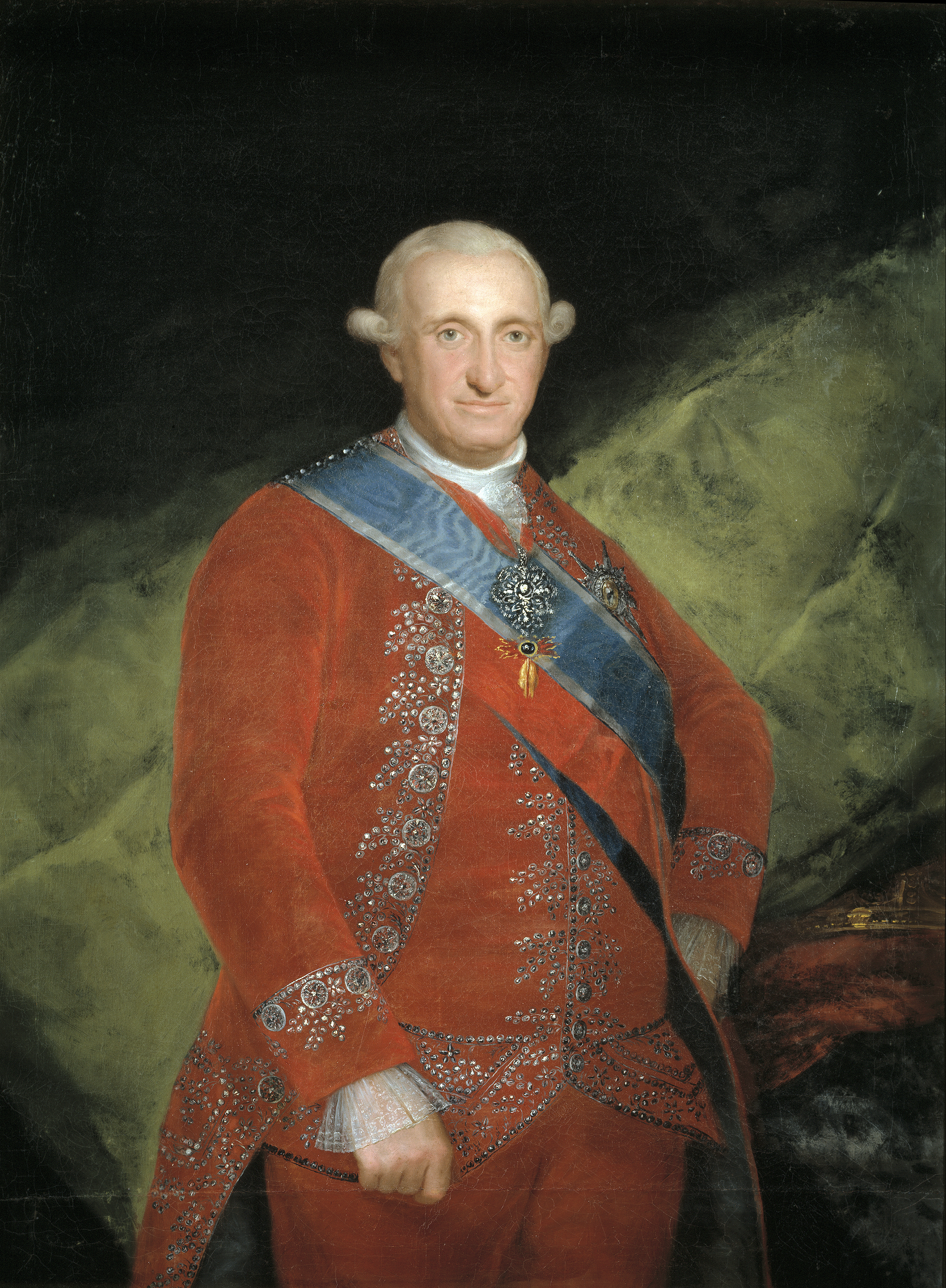
Offizielles Porträt Karls IV. von Francisco de Goya, 1789. Karls Unterschrift:

Karl IV. (spanisch Carlos IV auch Carlos IIII, * 11. November 1748 in Portici; † 20. Januar 1819 in Rom) war spanischer König vom 14. Dezember 1788 bis zu seiner Abdankung am 19. März 1808.

## Leben

### Kindheit
Karl war der zweite Sohn von Karl III. und dessen Frau Maria Amalia von Sachsen. Er wurde in Portici geboren, während sein Vater König beider Sizilien war. Sein älterer Bruder Philipp wurde in der Thronfolge übergangen, da er Epileptiker war und als zurückgebliebener als Karl angesehen wurde. Karl hatte die Statur und Kraft der Sachsen-Linie von seiner Mutter, einer Enkelin von August dem Starken, geerbt. In seiner Jugend rang er gerne mit den stärksten Männern, die zu finden waren. Er wurde aber allgemein als geistig langsam und leicht beeinflussbar empfunden.

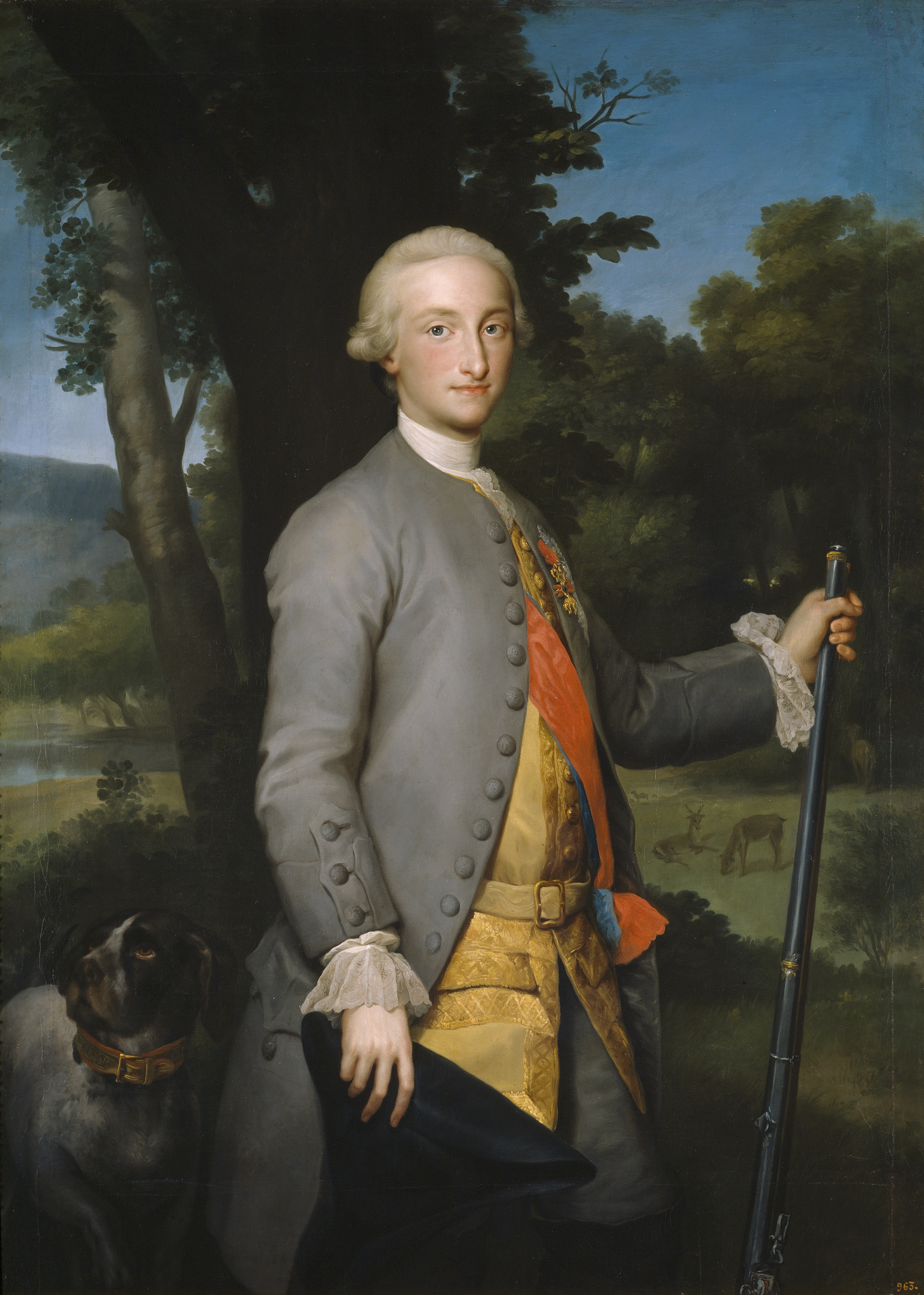
Karl IV. von Spanien als Thronfolger (Gemälde von Anton Raphael Mengs, 1765; Museo del Prado, Madrid)

### Ehe
Am 4. September 1765 heiratete er – noch als Prinz von Asturien – die dreizehnjährige Maria Luise von Bourbon-Parma, seine Cousine ersten Grades. Durch diese Hochzeit sollten die Beziehungen zwischen den in Spanien und Parma regierenden Bourbonen gefestigt werden. Seine Frau war, auch nach Beschreibung von Francisco de Goya, der dominierende Part in dieser Ehe. Schon als Karls Vater noch lebte, betrieb Maria Luise eine Intrige, um den Lieblingsminister des Königs, Graf Floridablanca, absetzen zu lassen. Ihr Ziel war es, Pedro Abarca, Graf von Aranda, an Floridablancas Stelle einzusetzen.
Im Jahre 1788 starb sein Vater, König Karl III. von Spanien, er wurde als Karl IV. König von Spanien und seine Frau Maria Luise als Gemahlin Königin von Spanien. Sie begann sich bald in die Regierungsgeschäfte einzumischen und sich wechselnde Liebhaber zu halten. Manuel de Godoy, ein Offizier der spanischen Armee, war von 1788 bis 1808 der Liebhaber der Königin von Spanien. Mit hoher Wahrscheinlichkeit sind deshalb die jüngsten der insgesamt 14 Kinder von Maria Luise nicht die leiblichen Kinder ihres Mannes, sondern stammen aus der Verbindung mit Manuel de Godoy.

### Regierungszeit
Nachdem Karl 1788 König geworden war, beschäftigte er sich fast ausschließlich mit der Jagd. Die Amtsgeschäfte überließ er seiner Frau und damit auch Manuel de Godoy, den der König trotz dessen Beziehung zu seiner Frau sehr schätzte.

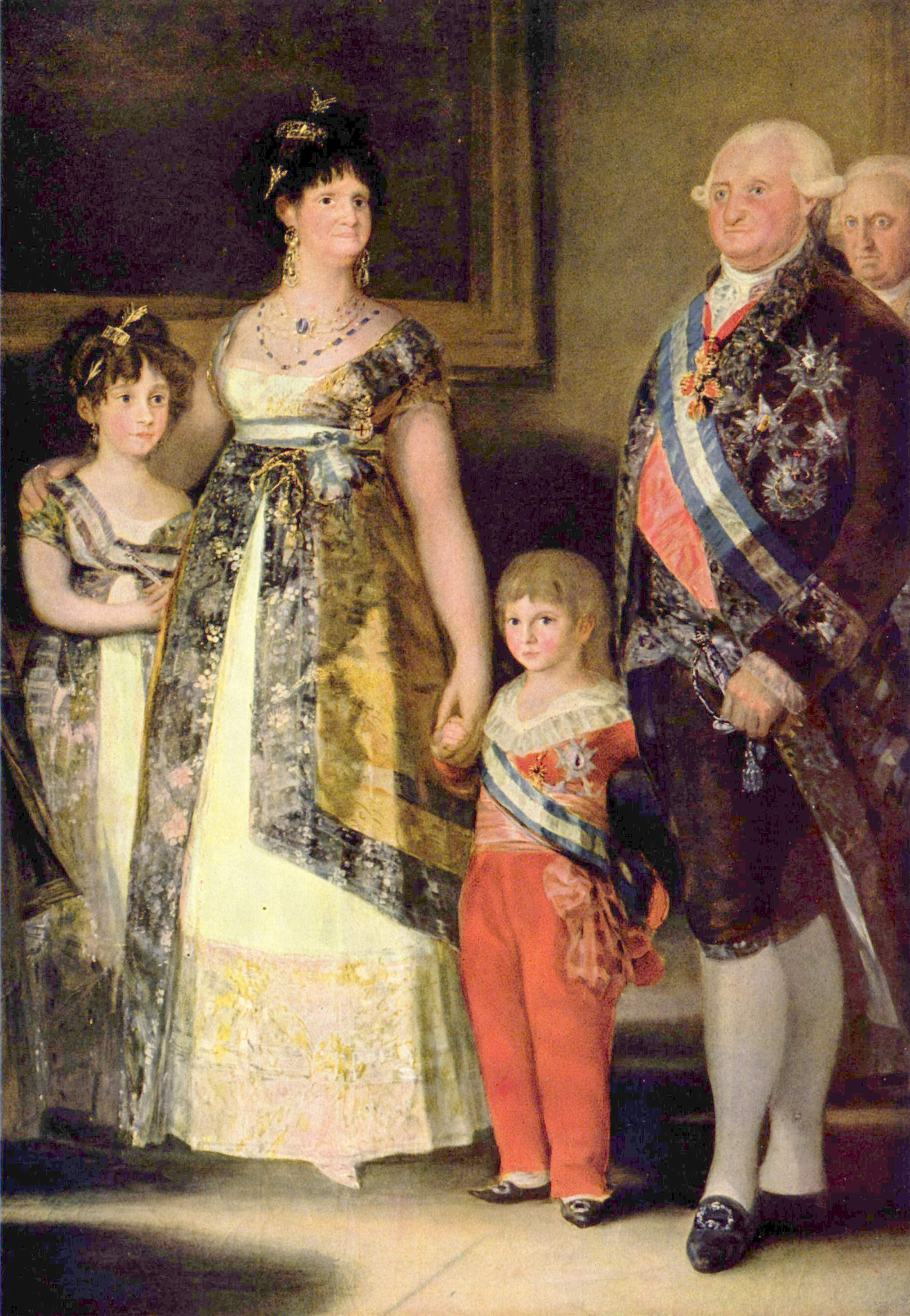
Karl IV. und seine Frau Maria Luise, Ausschnitt aus Goyas Die Familie Karls IV. (1801)

Als die Französische Revolution ab 1789 die Herrschaftshäuser Europas in Angst und Schrecken versetzte, rief Karl auf Anregung Godoys und seiner Frau die Heilige Inquisition zu Hilfe. Er glaubte zutiefst an seine göttlichen Rechte und die Erhabenheit seiner Person. Er wollte gerne als mächtiger Monarch auftreten, obwohl Frankreich Spanien eher als Anhängsel betrachtete und seine Regentschaft von seiner Frau und deren Liebhaber ausgeübt wurde. Spanien schloss sich 1793 zunächst der ersten Koalition gegen Frankreich an, schloss dann aber 1798 ein Bündnis mit Frankreich, aus dem es sich nach der Schlacht von Trafalgar zunächst zurückzog. Als Napoleon die Schlacht bei Jena und Auerstedt gewann, erneuerte Godoy 1807 die Allianz mit Frankreich, was aber das spanische Volk ablehnte. In Spanien stützten Godoys Misserfolge die Fernandisten, die eine Allianz mit Großbritannien favorisierten.

### Abdankung und Tod

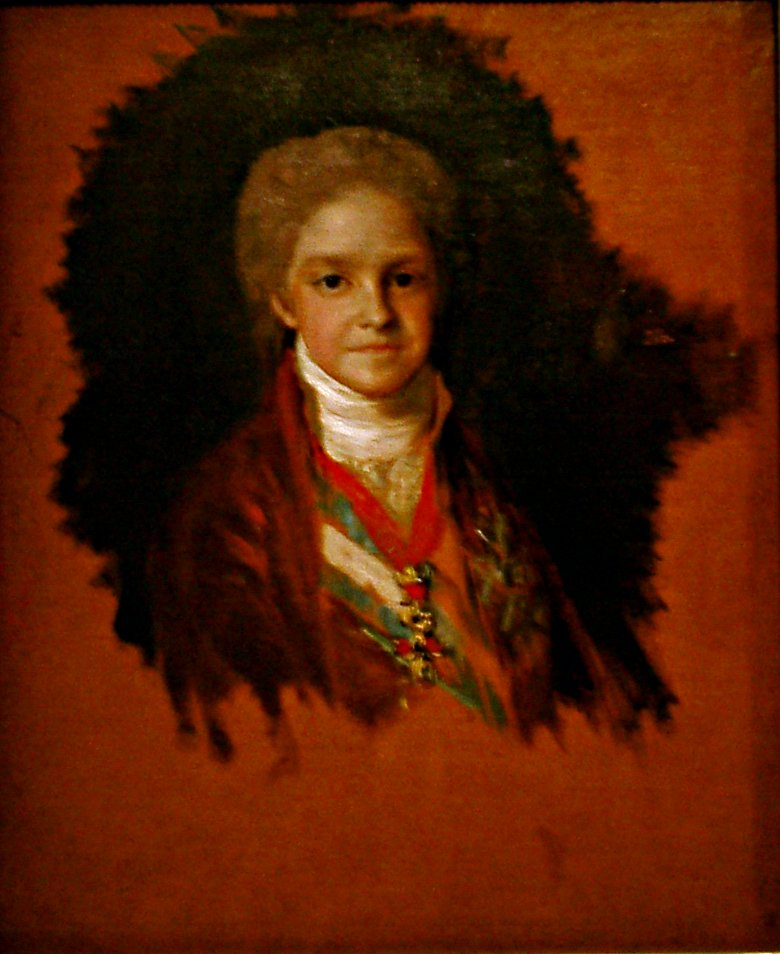
Francisco de Goya: Der Infant Carlos María Isidro (Skizze für Die Familie Karls IV., 1800)

Als Karl erfuhr, dass sein Sohn Ferdinand Napoleon um Hilfe gegen Godoy gebeten hatte und französische Truppen in Spanien einmarschierten, floh die königliche Familie nach Aranjuez. Am 17. März 1808 brach die Meuterei von Aranjuez aus, der König wurde festgesetzt und gezwungen, Godoy verhaften zu lassen. Sein Sohn wurde am Tag darauf vom Volk als König Ferdinand VII. gefeiert, musste jedoch nach einem gescheiterten Aufstand in Madrid auf Druck der Franzosen am 6. Mai die Krone wieder abgeben. Karl, seine Frau und Godoy flüchteten nach Frankreich, wo Karl gezwungen wurde, zugunsten von Napoleons Bruder Joseph Bonaparte auf den spanischen Thron zu verzichten. Karl bekam eine Pension zugesprochen und verbrachte den Rest seines Lebens auf Reisen mit seiner Frau – und deren Liebhaber Godoy. Am 20. Januar 1819 starb Karl in Rom und wurde im Pantheon der Könige des Klosters El Escorial bestattet.

## Ehrungen
Die Pflanzengattung Carludovica Ruiz & Pav. aus der Familie der Scheibenblumengewächse (Cyclanthaceae) ist nach Karl IV. und seiner Frau Maria Luise von Bourbon-Parma benannt.

## Nachkommen
Am 4. September 1765 heiratete er Maria Luise von Bourbon-Parma, mit der er folgende Kinder hatte:
- Carlos Clemente (1771–1774)
- Charlotte Joachime von Spanien (1775–1830) ⚭ 1785 Johann VI. König von Portugal
- María Luisa (1777–1782)
- María Amalia (1779–1798) ⚭ ihrem Onkel Antonio Pascal (1755–1817)
- Carlos Domingo (1780–1783)
- Maria Luisa von Spanien (1782–1824) ⚭ 1795 Ludwig (1773–1803) König von Etrurien
- Carlos Francisco (1783–1784)
- Felipe Francisco (1783–1784)
- Ferdinand VII. (1784–1833) König von Spanien

1. ⚭ 1802 Maria Antonia von Neapel-Sizilien (1784–1806)
2. ⚭ 1816 Maria Isabella von Portugal (1797–1818)
3. ⚭ 1819 Maria Josepha von Sachsen (1803–1829)
4. ⚭ 1829 Maria Christina von Neapel-Sizilien (1806–1878)

- Carlos (V.) (1788–1855) Thronprätendent
- Maria Isabel von Spanien (1789–1848) ⚭ 1802 Franz I. König von Sizilien
- María Teresa (1791–1794)
- Felipe María (1792–1794)
- Francisco de Paula de Borbón (1794–1865) ⚭ 1819 Luisa Carlota von Neapel-Sizilien

## Vorfahren
| Ahnentafel Karl IV. von Spanien | Ahnentafel Karl IV. von Spanien                                                          | Ahnentafel Karl IV. von Spanien                                                                   | Ahnentafel Karl IV. von Spanien                                                                                    | Ahnentafel Karl IV. von Spanien                                                                                    | Ahnentafel Karl IV. von Spanien                                                                             | Ahnentafel Karl IV. von Spanien                                                                               | Ahnentafel Karl IV. von Spanien                                                             | Ahnentafel Karl IV. von Spanien                                                                                     |
| ------------------------------- | ---------------------------------------------------------------------------------------- | ------------------------------------------------------------------------------------------------- | --- | --- | --- | --- | ------------------------------------------------------------------------------------------- | --- |
| Ururgroßeltern                  | König Ludwig XIV. von Frankreich (1638–1715) ⚭ 1660 Maria Teresa von Spanien (1638–1683) | Kurfürst Ferdinand Maria von Bayern (1636–1679) ⚭ 1650 Henriette Adelheid von Savoyen (1636–1676) | Ranuccio II. Farnese, Herzog von Parma und Piacenza (1630–1694) ⚭ 1664 Isabella von Este (1635–1696)               | Kurfürst Philipp Wilhelm von der Pfalz (1615–1690) ⚭ 1653 Elisabeth Amalie von Hessen-Darmstadt (1635–1709)        | Kurfürst Johann Georg III. von Sachsen (1647–1691) ⚭ 1666 Anna Sophie von Dänemark und Norwegen (1647–1717) | Markgraf Christian Ernst von Brandenburg-Bayreuth (1644–1712) ⚭ 1671 Sophie Luise von Württemberg (1642–1702) | Kaiser Leopold I. (1640–1705) ⚭ 1676 Eleonore Magdalene von der Pfalz (1655–1720)           | Herzog Johann Friedrich von Braunschweig-Calenberg (1625–1679) ⚭ 1668 Benedicta Henriette von der Pfalz (1652–1730) |
| Urgroßeltern                    | Louis le Grand Dauphin (1661–1711) ⚭ 1680 Maria Anna Victoria von Bayern (1660–1690)     | Louis le Grand Dauphin (1661–1711) ⚭ 1680 Maria Anna Victoria von Bayern (1660–1690)              | Odoardo II. Farnese, Erbherzog von Parma und Piacenza (1666–1693) ⚭ 1690 Dorothea Sophie von der Pfalz (1670–1748) | Odoardo II. Farnese, Erbherzog von Parma und Piacenza (1666–1693) ⚭ 1690 Dorothea Sophie von der Pfalz (1670–1748) | König August II. von Polen (1670–1733) ⚭ 1693 Christiane Eberhardine von Brandenburg-Bayreuth (1671–1727)   | König August II. von Polen (1670–1733) ⚭ 1693 Christiane Eberhardine von Brandenburg-Bayreuth (1671–1727)     | Kaiser Joseph I. (1678–1711) ⚭ 1699 Wilhelmine Amalie von Braunschweig-Lüneburg (1673–1742) | Kaiser Joseph I. (1678–1711) ⚭ 1699 Wilhelmine Amalie von Braunschweig-Lüneburg (1673–1742)                         |
| Großeltern                      | König Philipp V. von Spanien (1683–1746) ⚭ 1714 Elisabetta Farnese (1692–1766)           | König Philipp V. von Spanien (1683–1746) ⚭ 1714 Elisabetta Farnese (1692–1766)                    | König Philipp V. von Spanien (1683–1746) ⚭ 1714 Elisabetta Farnese (1692–1766)                                     | König Philipp V. von Spanien (1683–1746) ⚭ 1714 Elisabetta Farnese (1692–1766)                                     | König August III. von Polen (1696–1763) ⚭ 1719 Maria Josepha von Österreich (1699–1757)                     | König August III. von Polen (1696–1763) ⚭ 1719 Maria Josepha von Österreich (1699–1757)                       | König August III. von Polen (1696–1763) ⚭ 1719 Maria Josepha von Österreich (1699–1757)     | König August III. von Polen (1696–1763) ⚭ 1719 Maria Josepha von Österreich (1699–1757)                             |
| Eltern                          | König Karl III. von Spanien (1716–1788) ⚭ 1738 Maria Amalia von Sachsen (1724–1760)      | König Karl III. von Spanien (1716–1788) ⚭ 1738 Maria Amalia von Sachsen (1724–1760)               | König Karl III. von Spanien (1716–1788) ⚭ 1738 Maria Amalia von Sachsen (1724–1760)                                | König Karl III. von Spanien (1716–1788) ⚭ 1738 Maria Amalia von Sachsen (1724–1760)                                | König Karl III. von Spanien (1716–1788) ⚭ 1738 Maria Amalia von Sachsen (1724–1760)                         | König Karl III. von Spanien (1716–1788) ⚭ 1738 Maria Amalia von Sachsen (1724–1760)                           | König Karl III. von Spanien (1716–1788) ⚭ 1738 Maria Amalia von Sachsen (1724–1760)         | König Karl III. von Spanien (1716–1788) ⚭ 1738 Maria Amalia von Sachsen (1724–1760)                                 |
| König Karl IV. von Spanien      |                                                                                          |                                                                                                   | | | | |                                                                                             | |